# Hironobu Sakaguchi

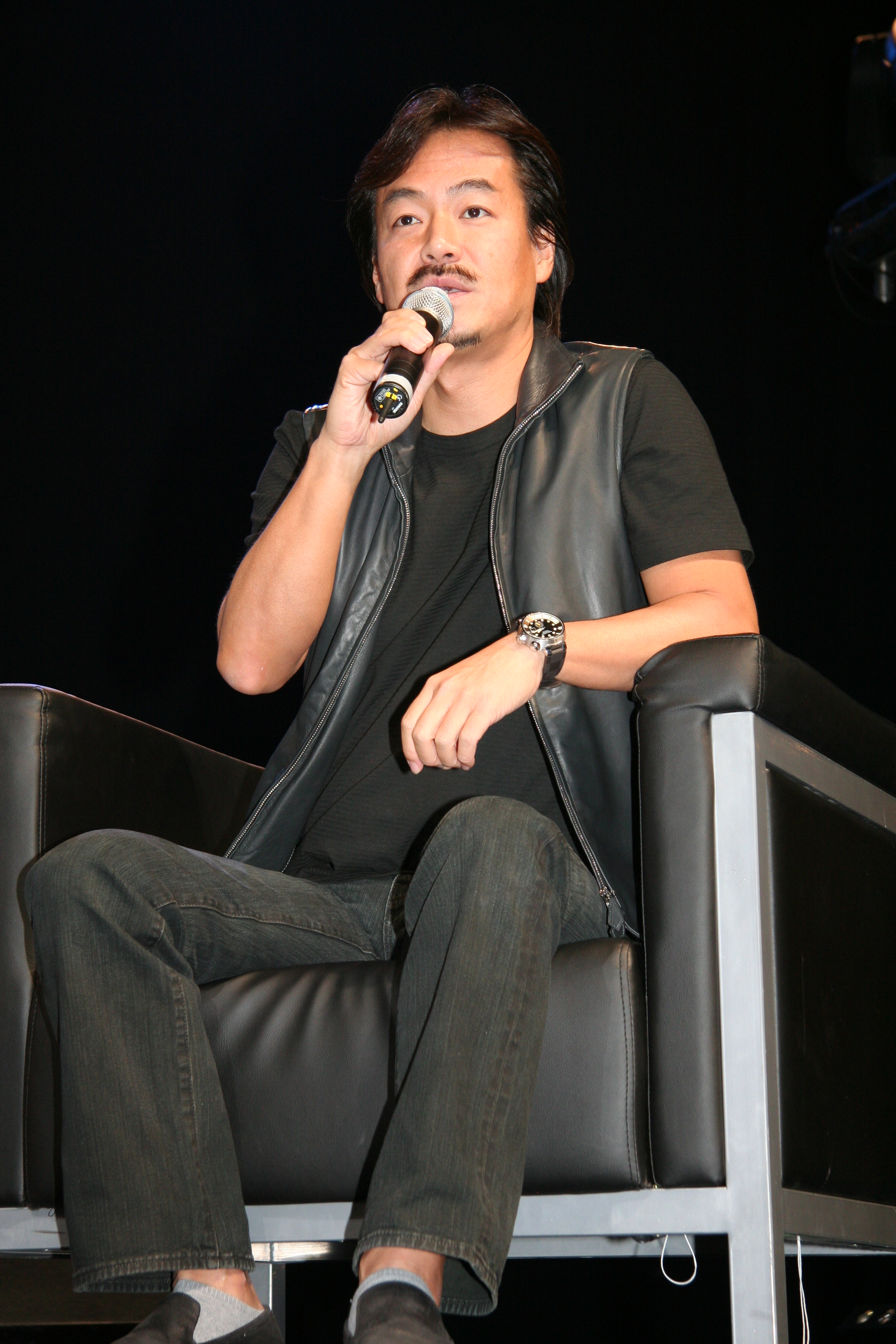
Hironobu Sakaguchi (2007)

Hironobu Sakaguchi (japanisch 坂口博信 Sakaguchi Hironobu; * 25. November 1962) ist ein japanischer Game Designer und Spieleentwickler. Er ist der Schöpfer der Final-Fantasy-Serie.

## Beschreibung
Mit der Gründung des Unternehmens Square im Jahre 1986 wurde er zum „Director of Planning and Development“ ernannt. 1991 wurde er „Executive Vice President“. Seit seinem Einstieg führte er die Entwicklungsabteilung. 1995 wurde er zum Präsidenten der neu gegründeten US-Niederlassung ernannt.
Im Jahre 1987 stand Square kurz vor der Pleite und so setzte man alle Hoffnungen in Sakaguchis Projekt Final Fantasy. Mit Erfolg, der erste Teil verkaufte sich über 600.000 mal, was zu dieser Zeit einen enormen Erfolg darstellte und etablierte die Serie (neben Enix’ Dragon-Quest-Serie) als erfolgreichste Rollenspiel-Serie Japans.
Neben der Final-Fantasy-Reihe zählt die Chrono-Reihe zu seinen bekanntesten Schöpfungen. Im Jahr 2000 wurde er für seine Leistungen in die Academy of Interactive Arts and Sciences’ Hall of Fame aufgenommen.
Seine Vision eines Spielfilms mit am Computer erstellten Schauspielern erfüllte er sich mit dem Kinofilm Final Fantasy: Die Mächte in dir. Der Misserfolg des Films sorgte dafür, dass die neu gegründete Firma Square Pictures bankrottging. Deshalb wurde er vom Producer zum Executive Producer heruntergestuft und verließ Square Enix, um 2004 seine eigene Firma Mistwalker zu gründen, mit anderen mittlerweile ebenfalls freien Square-Enix-Mitarbeitern, wie Nobuo Uematsu.
Mistwalker hat bereits die Videospiele Lost Odyssey und Blue Dragon für die Xbox 360, A.S.H. für den Nintendo DS und The Last Story für Nintendo Wii fertiggestellt. Von 2012 bis 2019 folgten weitere Titel wie Party Wave, Terra Battle, Terra Battle 2 und Terra Wars für iOS, Android. Im Jahr 2021 kam Fantasian für iOS, macOS und Apple TV hinzu.

## Ludografie
Die Ludografie enthält alle Titel von 1987 bis einschließlich 2021:
- Fantasian (2021), Mistwalker
- Terra Wars (2019), Mistwalker
- Terra Battle 2 (2017), Mistwalker
- Terra Battle (2014), Mistwalker
- Party Wave (2012), Mistwalker
- The Last Story (2011), Mistwalker
- A.S.H. – Archaic Sealed Heat (2007), Mistwalker
- Lost Odyssey (2008), Mistwalker
- Blue Dragon (2006), Mistwalker
- Final Fantasy XII (2006), Square Enix (Einflüsse, erscheint in den Credits)
- Kingdom Hearts II (2005), Square Enix (Einflüsse, erscheint in den Credits)
- Final Fantasy Tactics Advance (2003), Nintendo
- Final Fantasy X-2 (2003), Square Enix
- Kingdom Hearts (2002), Square Enix
- Final Fantasy Origins (2002), Square
- Driving Emotion Type-S (2001), Square Electronic Arts L.L.C.
- Final Fantasy Chronicles (2001), Square
- Final Fantasy X (2001), Square
- Bouncer, The (2000), Square
- Final Fantasy IX (2000), Square
- Vagrant Story (2000), Square
- Chocobo Racing (1999), Square
- Chrono Cross (1999), Square
- Final Fantasy Anthology (1999), Square
- Final Fantasy VIII (1999), Square
- Front Mission 3 (1999), Square
- Parasite Eve II (1999), Square
- Saga Frontier 2 (1999), Square
- Brave Fencer Musashi (1998), Square
- Bushido Blade 2 (1998), SCEI
- Chocobo’s Dungeon 2 (1998), Square
- Ehrgeiz: God Bless the Ring (1998), Square
- Parasite Eve (1998), Square
- Xenogears (1998), Square
- Bushido Blade (1997), Square
- Einhänder (1997), Square
- Final Fantasy Tactics (1997), Square
- Final Fantasy VII (1997), Square
- Bahamut Lagoon (1996), Square
- Super Mario RPG: Legend of the Seven Stars (1996), Nintendo
- Tobal No.1 (1996), Square
- Chrono Trigger (1995), Square
- Seiken Densetsu 3 (1995), Square
- Final Fantasy VI (1994), Square
- Final Fantasy V (1992), Square
- Final Fantasy IV (1991), Square
- Final Fantasy III (1991), Square
- Final Fantasy II (1988), Square
- Final Fantasy (1987), Square
- Rad Racer (1987), Nintendo